# Chiesetta di San Francesco da Paola al Borgo
La chiesetta di San Francesco da Paola al Borgo è ubicata all'interno di Palazzo Cecinato a Taranto. Edificata tra il 1881 e il 1898, è stata una delle prime chiese della città nuova di Taranto.

## Storia

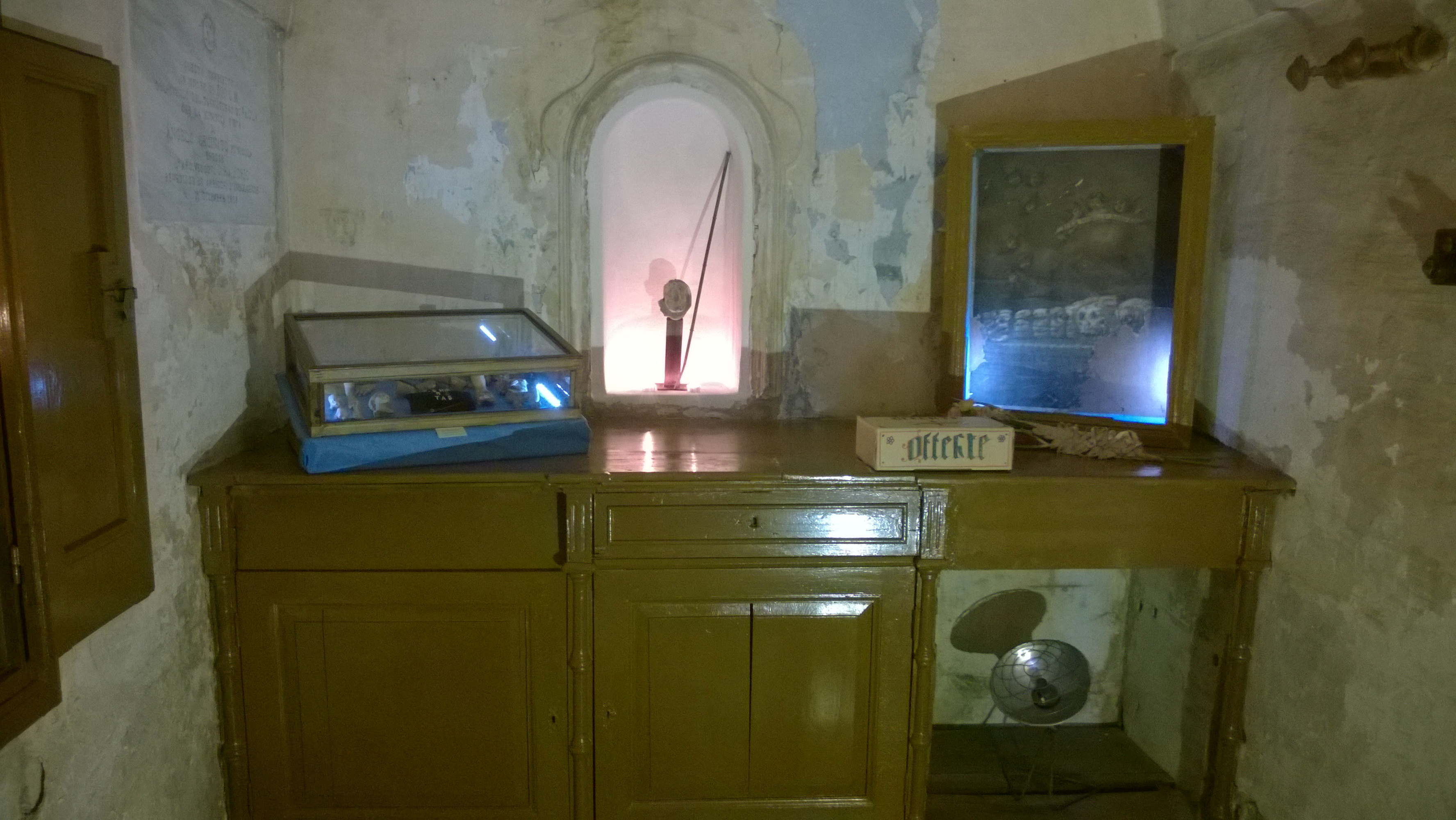
Sagrestia e cappella San Girolamo

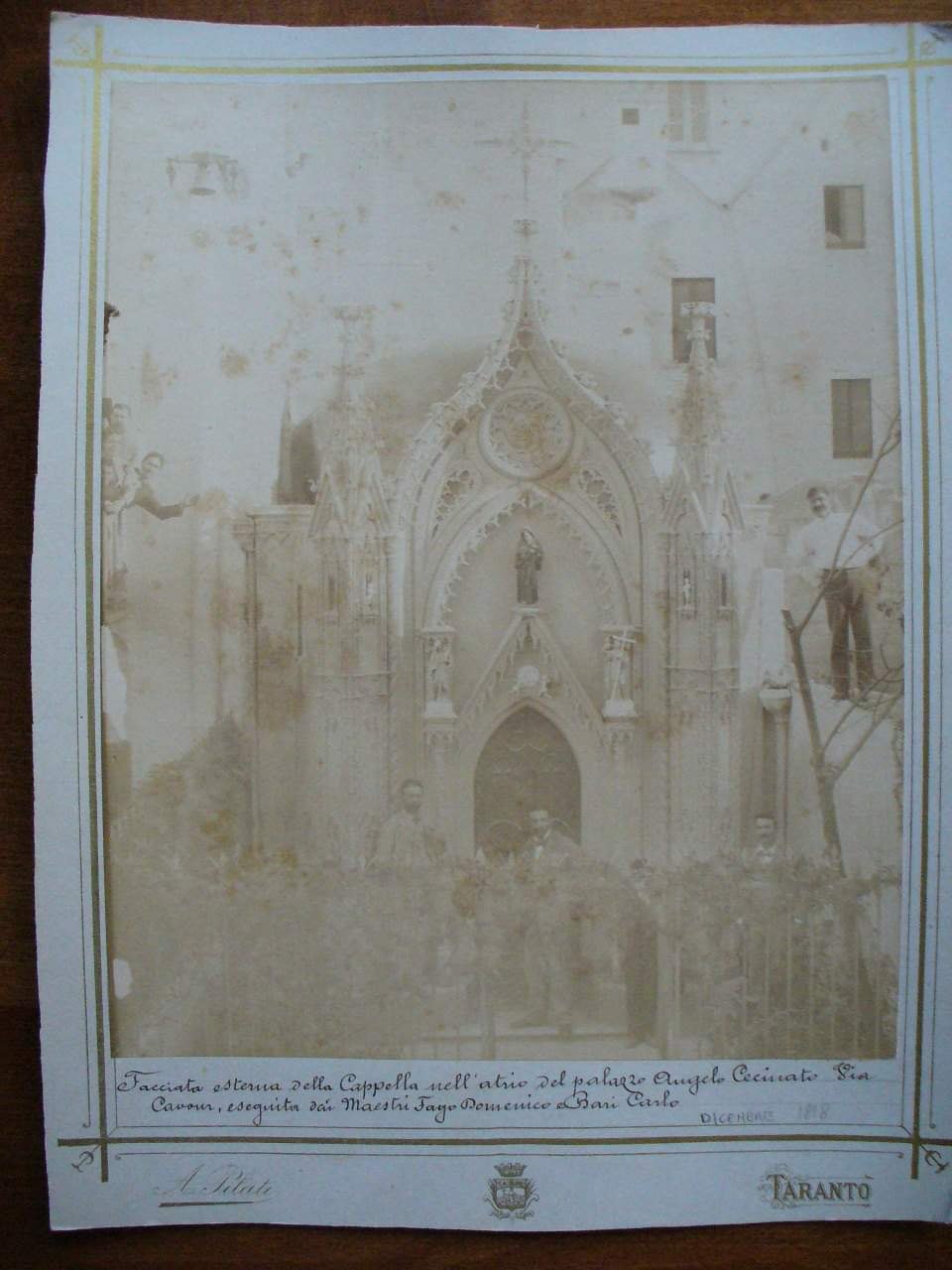
Consacrazione della chiesetta, il 21 dicembre 1898

Commissionata da Angelo Cecinato  per un probabile miracolo ricevuto (si racconta che da ragazzo, nell’intento di raccogliere l’acqua, cadendo nelle cisterne del palazzo/ipogeo fosse rimasto miracolosamente illeso), la cappella in stile neogotico è opera dei maestri Domenico Fago ed Aldo Bari.
Il tempietto, che monsignor Giuseppe Blandamura, nel 1932, chiamò "Il Piccolo Duomo di Milano", fu decretato Chiesa pubblica il 21 dicembre del 1898 ed aperto alle funzioni religiose dall’arcivescovo Pietro Alfonso Jorio il 2 febbraio 1899.
Particolare architettonico la sagrestia, antica cappella rurale dedicata a San Girolamo (il cortiletto interno è, difatti, Jazzo Carducci, un insieme di casette contadine di epoca pre Umbertina antecedenti la nascita del "Borgo Nuovo fuori Porta Lecce" disegnato dall’architetto Davide Conversano e nato con la costruzione del Canale navigabile e del ponte di ferro o Ponte girevole immediatamente dopo l’Unità d'Italia).

## La riscoperta
Abbandonata negli anni 1940, il 2 febbraio 2015 è stata riscoperta da Francesco Pasculli che l'ha riaperta al pubblico il 2 aprile dello stesso anno durante le celebrazioni della settimana santa tarantina.
Nel 2016, la chiesetta ha partecipato al censimento FAI I Luoghi del Cuore.

## Reliquia

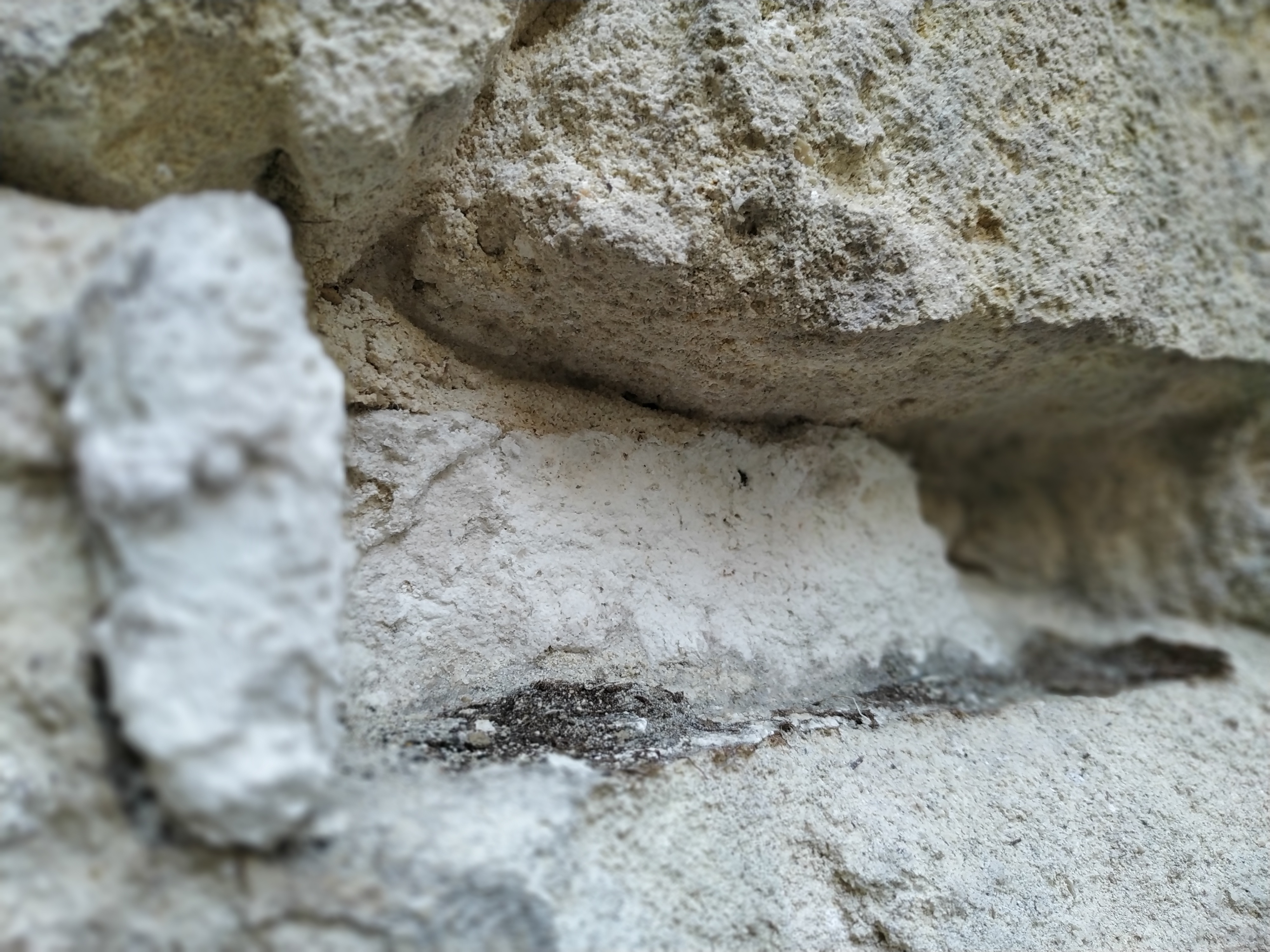
Reliquia

L'11 ottobre 2019, durante dei lavori di restauro conservativo della facciata, incastrato tra i tufi si è rinvenuto un pezzo di saio, forse una reliquia, altro grande particolare del tempietto neogotico di Taranto.
La chiesetta è visitabile su appuntamento.